# کیوان وحدانی
کیوان وحدانی (۱ آوریل ۱۹۹۱ – ۲۸ اسفند ۱۳۹۷) بازیکن فوتبال اهل ایران بود.
وی که سابقهٔ بازی برای تیم‌های پیکان، نساجی و پارس جنوبی جم را در کارنامه داشت در ۲۸ اسفند ۱۳۹۷ بر اثر سقوط سنگ در محور فیروزکوه به تهران درگذشت.